# 入学式

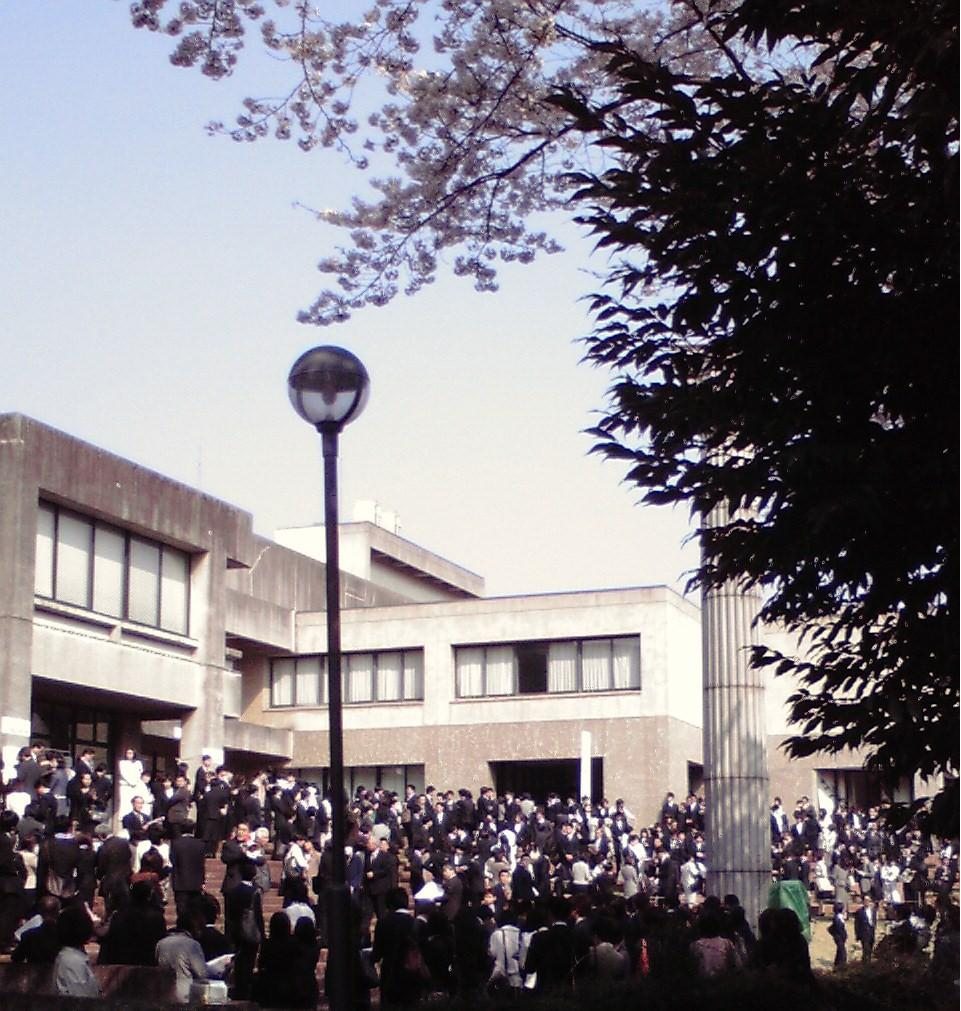
入学式会場に集う学生
（2009年4月7日、筑波大学）

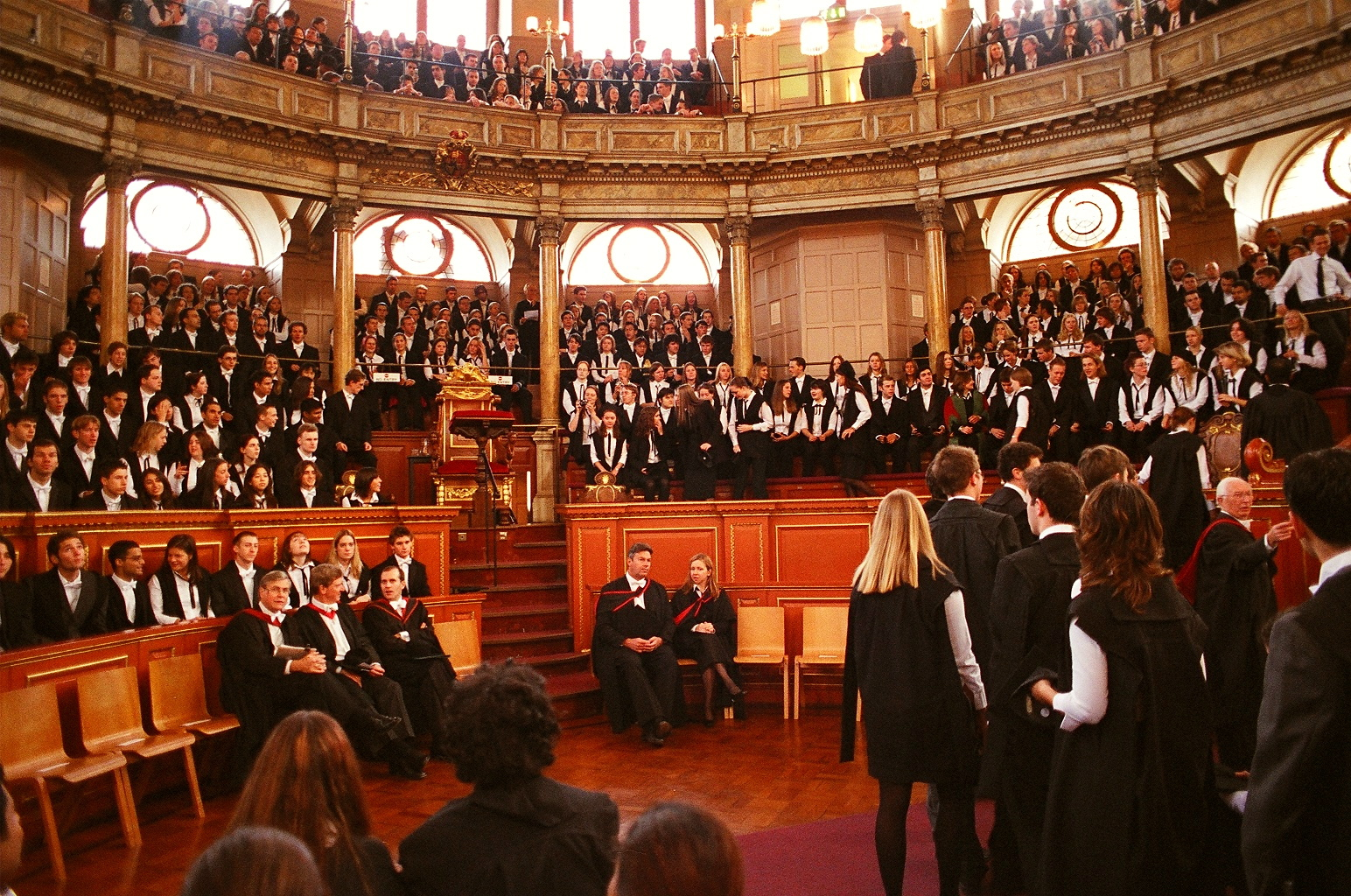
オックスフォード大学における入学式（Matriculation）

入学式（にゅうがくしき）は、学校に入学することを許可し、そのお祝いをする式典のことである。日本では一般に春の行事であるが、欧米では、一般に秋の行事である。なお、就学年齢に達した日から学校に通うなど、制度上、入学式が行えないところもある。また、幼稚園や保育所（保育園）などに入園するときは「入園式」と称される。なお、省庁大学校や職業能力開発校（職業訓練校）などにおいては「入校式」と称される。
日本の小学校、中学校、高等学校等においては、始業式、終業式、卒業式、修了式などと並んで、特別活動の中の学校行事で、儀式的行事に分類される学習活動である。
学習指導要領では、「その意義を踏まえ、国旗を掲揚するとともに、国歌を斉唱するよう指導するものとする」と定められている。入学式（および卒業式）における日章旗の掲揚、君が代の斉唱については、さまざまな問題が発生している（詳細については、同様の問題が発生している卒業式における問題を参照のこと）。

## 式の進行

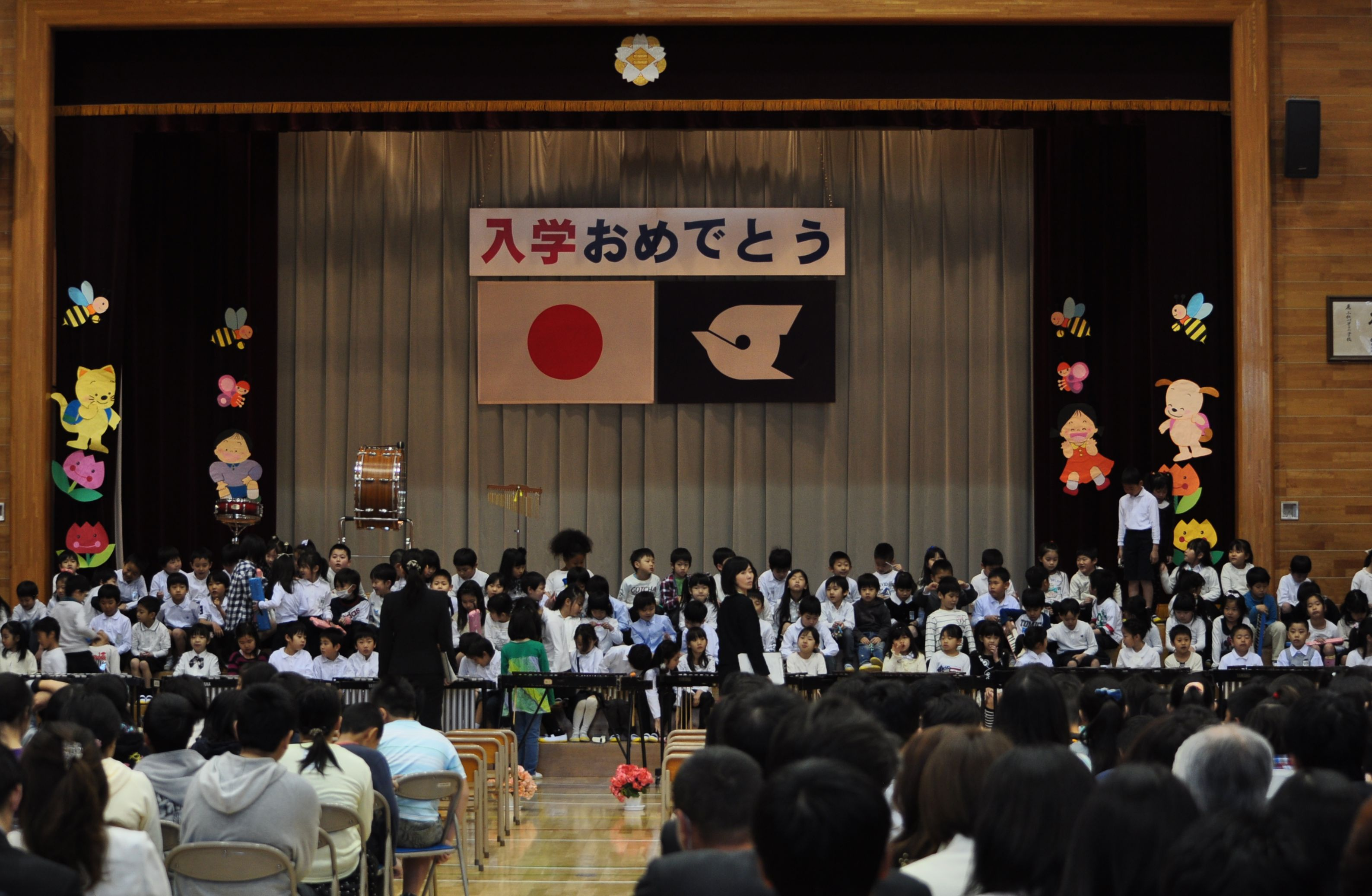
日本の公立小学校の入学式

入学式では、主に次のような進行が行われる。
- 新入生入場

入場・着席の要領は学級担任による事前の指示等による。
- 国歌斉唱（小学生の入学式では、新一年生に歌詞を覚えさせることは困難なため、在学生や職員が斉唱、あるいは省く学校も存在する）。
- 新入生の氏名読み上げ（「入学認定」、「新入生紹介」と呼ぶ学校もある）

学級担任または学年主任による（「入学を許可される者」［平成○○年度入学者」等で始まる）。
- 校長による式辞

入学許可の宣言を含む。
- 新入生代表による宣誓

校長に向かい、代表者が「諸規則を守る」ことなどを宣誓する。
ただし形骸化が進んでおり、ない学校が多い。
- 地域住民からの励ましの言葉

地域からの支援の手が薄い学校もあり、ない学校も多い。
- 在校生代表から歓迎の言葉

これもない学校が多い。
- 校歌斉唱

学校によっては、職員や生徒の代表・有志が「披露」する形で斉唱することもある。
- 対面式

式後、在校生との対面式を行う学校もある。生徒会長と新入生代表による、挨拶の交換などが行われる（ただし、地域によっては入学式の翌日などにする場合がある）。
終了後、新入生は教室に移動し、その間保護者はPTA関係の式典（入会式）に臨む。